# ミケル・ビジャヌエバ
ミケル・ビジャヌエバ・アルバレス  (Mikel Villanueva Álvarez  ,   1993年4月14日 - )は、ベネズエラ・タチラ州サン・クリストバル出身のサッカー選手。プリメイラ・リーガのヴィトーリアSCに所属している。ベネズエラ代表。

## 経歴
2013年3月に国内リーグのデポルティーボ・タチラFCでプロデビュー。翌年デポルティーボ・ララFCに移籍。2015年1月25日のカラボボFC戦でプロ初ゴールを決めた。
2015年7月4日、リーガ・エスパニョーラのマラガCFへのローン移籍が決まり、Bチームに配属。31試合出場3得点という成績を記録し、2016年5月3日に完全移籍が決まり、正式にマラガCFと3年契約を結んだ。
2020年8月31日、CDサンタ・クララに2年契約で移籍した。
2022年6月27日、ヴィトーリアSCに3年契約で移籍した。

## ベネズエラ代表
2016年1月0日にコスタリカ代表との親善試合でベネズエラ代表デビュー。 翌月の同じコスタリカ戦で代表戦初ゴールも記録。6月に開催されたコパ・アメリカ・センテナリオにも出場した。